# Hugo Aurelius von Wangelin
Hugo Aurelius von Wangelin (* 11. Juli 1818 in Pförten in der Niederlausitz, damals Preußen, heute Polen; † 26. Februar 1883 in Belleville, St. Clair County (Illinois), USA) war ein Brevet-Brigadegeneral der Nordstaaten der USA während des Amerikanischen Bürgerkriegs.

## Leben
Von Wangelin entstammt dem mecklenburgischen Adelsgeschlecht Von Wangelin. Während des Sezessionskrieges war er Oberst beim 12. Missouri Volunteer Infantry Regiment. Das Regiment stand unter dem Kommando des US-Generals Charles R. Woods und kämpfte unter anderem in der Schlacht von Ringgold Gap im Norden von Georgia an der Grenze zu Tennessee. In dieser Schlacht verlor von Wangelin seinen rechten Arm. 
Für seine heldenhaften, verdienstvollen Dienste wurde von Wangelin am 13. März 1865 der Brevet-Rang eines Brigadiers der United States Volunteers verliehen. Nach dem Ende des Bürgerkrieges wurde er zuerst zum Postmaster von Belleville ernannt, ein Amt, das er acht Jahre lang innehatte. Später war er bis 1879 städtischer Beamter in St. Louis in Missouri. Er starb an seinem Wohnort in Belleville und liegt dort auf dem Walnut Hill Cemetery begraben.